# Devil's Island (film, 1926)

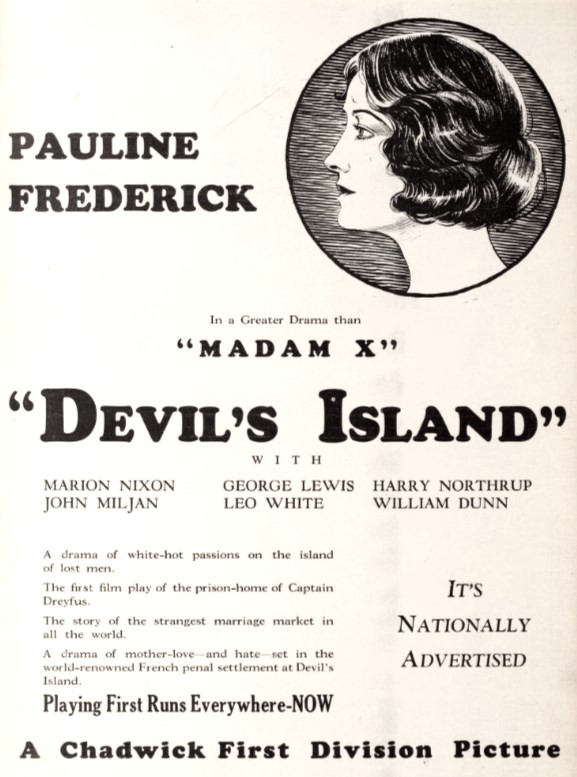
Annonce du film dans Motion Picture News.

Pour les articles homonymes, voir Devil's Island.
Devil's Island est un  film américain réalisé par Frank O'Connor et sorti en 1926.

## Fiche technique

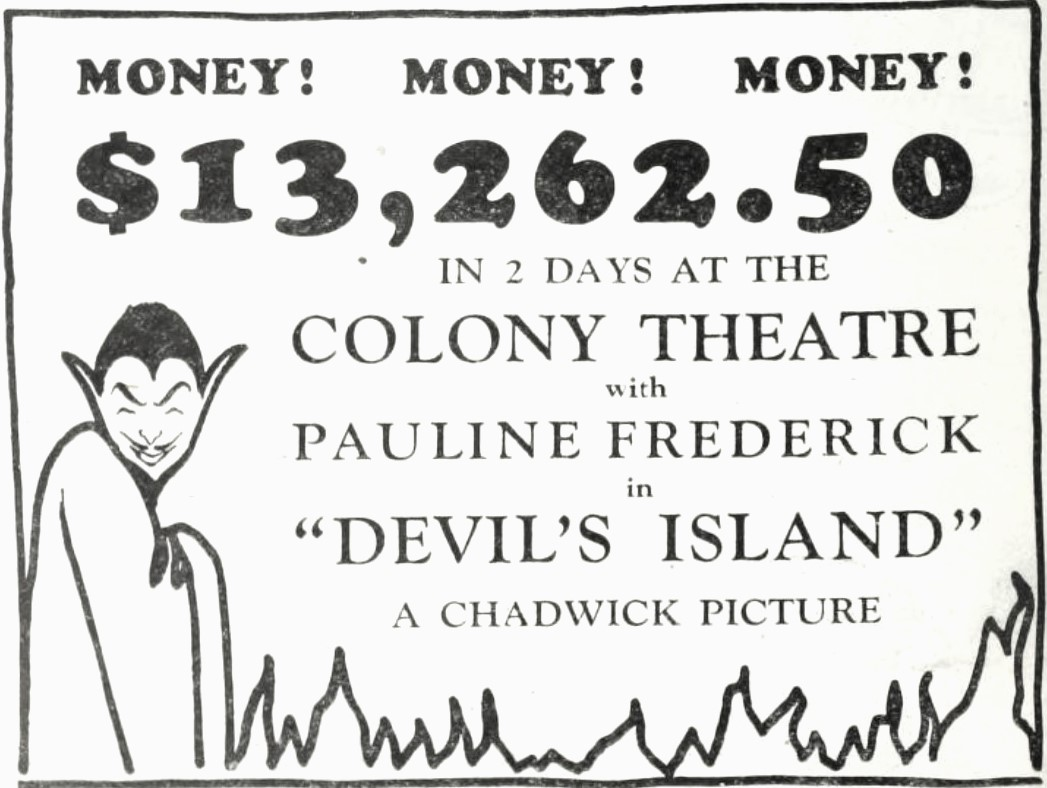
Annonce pour le film dans le magazine Film Daily.

- Réalisation : Frank O'Connor
- Scénario : Leah Baird
- Producteur : I.E. Chadwick
- Photographie : André Barlatier
- Genre : Romance[1]
- Distributeur : Chadwick Pictures
- Durée : 70 minutes (7 bobines)[2]
- Date de sortie :
  - États-Unis : 10 juillet 1926

## Distribution
- Pauline Frederick : Jeannette Picto
- Marian Nixon : Rose Marie
- Richard Tucker : Jean Valyon
- George J. Lewis : Leon Valyon
- William R. Dunn : Guillet
- Leo White : Chico
- John Miljan : Andre Le Fevier
- Harry Northup : le Commandant
- Tom Mintz (non crédité)